# Igor Hadziomerovic
Igor Hadziomerovic (1 de enero de 1992, Sarajevo, Bosnia y Herzegovina), es un baloncestista de origen bosnio con nacionalidad australiana que juega en la posición de base y escolta. 

## Carrera deportiva
Se formó en la universidad de Boise State durante los 4 años de universidad. Iggy, como era conocido en su universidad, al terminar su etapa universitaria volvió a sus orígenes, Melbourne, donde tuvo la oportunidad de jugar en el Melbourne United, de la primera categoría australiana, compartiendo vestuario junto a Chris Goulding, Stephen Holt o Daniel Kickert.
En enero de 2017, firma con el Araberri Basket Club de LEB Oro, emprendiendo su primera experiencia profesional en el extranjero y elige Araberri para seguir creciendo como jugador en Vitoria. El jugador fue internacional en las categorías inferiores con Australia, siendo un jugador importante en el mundial U19 con su selección.